# Jay Gammill
Jay Gammill est un réalisateur, scénariste, monteur et producteur de cinéma américain.

## Filmographie

### Comme réalisateur
- 2012 : Free Samples